# Arylsulfatase A
Arylsulfatase A (ook wel cerebroside-sulfatase) is een enzym dat de sulfaatgroep uit sulfaatbevattende vetten knipt (bv. cerebroside 3-sulfaat). Dit is de eerste stap in de afbraak van deze sulfaatbevattende vetten. Een tekort van dit enzym leidt tot een ophoping van deze sulfatiden (zoals cerebroside sulfaat). Dit kan leiden tot metachromatische leukodystrofie. Het gen bevindt zich op chromosoom 22q.

## Pathologie
Een deficiëntie van arylsulfatase A leidt tot metachromatische leukodystrofie.

## Referentie
1. ↑  Frosch, M.P., Anthony, D.C., De Girolami, U. "The Central Nervous System". In: Kumar, V., Abbas, A.K., Fausto, N. Robbins and Cotran Pathologic Basis of Disease. 7th ed. Philadelphia: Elsevier, 2005; 1396

## Lees verder
- Narahara K, Takahashi Y, Murakami M, et al. (1992). Terminal 22q deletion associated with a partial deficiency of arylsulphatase A.. J. Med. Genet. 29 (6): 432–3. PMID 1352356.
- Gieselmann V, Zlotogora J, Harris A, et al. (1995). Molecular genetics of metachromatic leukodystrophy.. Hum. Mutat. 4 (4): 233–42. PMID 7866401. DOI: 10.1002/humu.1380040402.
- DeLuca C, Brown JA, Shows TB (1979). Lysosomal arylsulfatase deficiencies in humans: chromosome assignments for arylsulfatase A and B.. Proc. Natl. Acad. Sci. U.S.A. 76 (4): 1957–61. PMID 36611.
- Fujii T, Kobayashi T, Honke K, et al. (1992). Proteolytic processing of human lysosomal arylsulfatase A.. Biochim. Biophys. Acta 1122 (1): 93–8. PMID 1352993.
- Kappler J, von Figura K, Gieselmann V (1992). Late-onset metachromatic leukodystrophy: molecular pathology in two siblings.. Ann. Neurol. 31 (3): 256–61. PMID 1353340. DOI: 10.1002/ana.410310305.
- Li ZG, Waye JS, Chang PL (1992). Diagnosis of arylsulfatase A deficiency.. Am. J. Med. Genet. 43 (6): 976–82. PMID 1357970. DOI: 10.1002/ajmg.1320430614.
- Polten A, Fluharty AL, Fluharty CB, et al. (1991). Molecular basis of different forms of metachromatic leukodystrophy.. N. Engl. J. Med. 324 (1): 18–22. PMID 1670590.
- Kondo R, Wakamatsu N, Yoshino H, et al. (1991). Identification of a mutation in the arylsulfatase A gene of a patient with adult-type metachromatic leukodystrophy.. Am. J. Hum. Genet. 48 (5): 971–8. PMID 1673291.
- Nelson PV, Carey WF, Morris CP (1991). Population frequency of the arylsulphatase A pseudo-deficiency allele.. Hum. Genet. 87 (1): 87–8. PMID 1674719.
- Bohne W, von Figura K, Gieselmann V (1991). An 11-bp deletion in the arylsulfatase A gene of a patient with late infantile metachromatic leukodystrophy.. Hum. Genet. 87 (2): 155–8. PMID 1676699.
- Gieselmann V, Fluharty AL, Tønnesen T, Von Figura K (1991). Mutations in the arylsulfatase A pseudodeficiency allele causing metachromatic leukodystrophy.. Am. J. Hum. Genet. 49 (2): 407–13. PMID 1678251.
- Fluharty AL, Fluharty CB, Bohne W, et al. (1992). Two new arylsulfatase A (ARSA) mutations in a juvenile metachromatic leukodystrophy (MLD) patient.. Am. J. Hum. Genet. 49 (6): 1340–50. PMID 1684088.
- Kreysing J, von Figura K, Gieselmann V (1990). Structure of the arylsulfatase A gene.. Eur. J. Biochem. 191 (3): 627–31. PMID 1975241.
- Stein C, Gieselmann V, Kreysing J, et al. (1989). Cloning and expression of human arylsulfatase A.. J. Biol. Chem. 264 (2): 1252–9. PMID 2562955.
- Gieselmann V, Polten A, Kreysing J, von Figura K (1990). Arylsulfatase A pseudodeficiency: loss of a polyadenylylation signal and N-glycosylation site.. Proc. Natl. Acad. Sci. U.S.A. 86 (23): 9436–40. PMID 2574462.
- Geurts van Kessel AH, Westerveld A, de Groot PG, et al. (1981). Regional localization of the genes coding for human ACO2, ARSA, and NAGA on chromosome 22.. Cytogenet. Cell Genet. 28 (3): 169–72. PMID 7192199.
- Barth ML, Fensom A, Harris A (1995). Identification of seven novel mutations associated with metachromatic leukodystrophy.. Hum. Mutat. 6 (2): 170–6. PMID 7581401. DOI: 10.1002/humu.1380060210.
- Schmidt B, Selmer T, Ingendoh A, von Figura K (1995). A novel amino acid modification in sulfatases that is defective in multiple sulfatase deficiency.. Cell 82 (2): 271–8. PMID 7628016.
- Barth ML, Ward C, Harris A, et al. (1995). Frequency of arylsulphatase A pseudodeficiency associated mutations in a healthy population.. J. Med. Genet. 31 (9): 667–71. PMID 7815433.